# Gentiana decumbens
Gentiana decumbens är en gentianaväxtart som beskrevs av Carl von Linné d.y.. Gentiana decumbens ingår i släktet gentianor, och familjen gentianaväxter. Inga underarter finns listade i Catalogue of Life.